# Политт, Нильс
Нильс Политт (нем. Nils Politt; род. 6 марта 1994, Кёльн, земля Северный Рейн-Вестфалия, Германия) — немецкий профессиональный шоссейный велогонщик, c 2024 года выступающий за команду мирового тура «UAE Team Emirates».

## Достижения
2013
2-й Чемпионат Германии U23 в индивид. гонке
2014
1-й  Чемпионат Германии U23 в индивид. гонке
2-й Эшборн — Франкфурт U23
3-й Тур Берлина
2015
Чемпионат Германии U23
1-й  Групповая гонка
2-й Индивидуальная гонка
2-й Тур Дюрена
3-й Каттекурс
2016
3-й Чемпионат Германии в индивид. гонке
3-й Три дня Западной Фландрии
2017
3-й Чемпионат Германии в индивид. гонке
2018
2-й Тур Германии
1-й Этап 4
7-й Париж — Рубе
2019
- 2-й Париж — Рубе
- Чемпионат мира (смешанная эстафета)

2020
- 6-дневная гонка Бремена

2021
- этап Тур де Франс 2021
- 1-й и один этап Тур Германии

2022
- 1-й Тур Кёльна
- Чемпионат Германии (общий старт шоссейной гонки)

2023
- Чемпионат Германии (индивидуальная гонка с раздельным стартом)

## Статистика выступлений

### Гранд-туры
| Гонка           | 2017 | 2018 |
| --------------- | ---- | ---- |
| Джиро д'Италия  | —    | —    |
| Тур де Франс    | 95   | 87   |
| Вуэльта Испании | —    | —    |